# Коломбішлессле
47°59′52″ пн. ш. 7°50′46″ сх. д. / 47.997713° пн. ш. 7.846174° сх. д.
Коломбішлессле (нім. Colombischlössle) — садиба в центрі міста Фрайбург-ім-Брайсгау, де розташований однойменний археологічний музей.

## Будівля
«Коломбішлессле» (палац Коломбі) збудовано в 1859—1861 рр. на місці колишнього бастіону Святого Людовика міського укріплення Фрайбурга, який засипали і перетворили на сад.
Замовницею палацу була герцогиня Марія Антонія Гертрудіс фон Зеа Бермудес-і-Коломбі.
Проєкт розробив фрайбурзький архітектор Георг Якоб Шнайдер, який обрав готичну Тюдорську архітектуру англійського середньовіччя за зразок для істористичної садиби.
Крім того, його надихнув його вчитель Фрідріх Айзенлор, який перебудував Ортенберзький замок у цьому стилі.
Кошторисна вартість склала близько 300 000 золотих марок, 750 за квадратний метр.
Історичні сходи, паркетна підлога та легкий скляний купольний дах досі свідчать про колишній добробут герцогині Марії Антонії Гертрудіс де Колумбі-і-де-Боде (1809—1863).
Йоганн Георг Тома, підприємець з Тодтнау, придбав маєток у спадкоємців і перетворив частину його на будівельну ділянку.
Приблизно в цей час тут утворилися вулиця Коломбі та вулиця Рози.
У 1899 році місто Фрайбург придбало будівлю.
У 1909—1923 рр. садиба була міським художнім музеєм, а пізніше — офісною будівлею.
Крім того, тут мала офіс спілка «Landesverein Badische Heimat», секретар якого, Макс Вінгенрот (1872—1922), очолював міські музеї.
У 1947—1952 рр. у Коломбішлессле розташовувалася «Державна канцелярія» — регіональний уряд Бадена під керівництвом Лео Вохлеба.
З моменту реконструкції в 1983 році, в Коломішлиссле розташований «Археологічний музей Коломбішлессле».
Коломбішлессле та його парк оголошені об'єктом національної спадщини з 2003 року.
Музей був закритий через ремонтні роботи з травня по вересень 2014 року, під час яких історичний скляний дах герметизували, а стіни на першому поверсі перефарбували.

## Парк
Парк Коломбішлессле спроектовано у стилі англійського пейзажного саду з екзотичними рослинами та деревами, а також фонтаном.
Його завершено в 1860 році та відкрито для публіки з 1906 року.
У 1955 році парк оголошено пам'яткою природи.
Навпроти нього, в середині травня 1957 року, відкрили готель «Коломбі».
До зменшення площі через розширення Роттекрингу в 1962 році парк займав площу 1,5 гектара, а на початок XXI сторіччя він займає площу 1,3 гектара.
На середину 2020-х рр. парк використовується для художніх виставок, а також культурних програм та має виноградну стежку.
Поруч із жіночою статуєю знаходиться фонтан Шнекенрайтера, статуя розроблена Конрадом Таухером (1873—1950), скульптором з Карлсруе, та відлита компанією Paul Stotz у Штутгарті.
Freiburger Münsterbauverein придбало цей витвір мистецтва на ювілейній виставці мистецтв та прикладного мистецтва в Карлсруе та передало його місту.
Сталеву скульптуру 1978 року роботи Манфреда Дернера встановили у південно-східній частині парку у 2006 році.
Спочатку скульптура стояла в ряду каштанів перед церквою Святої Урсули.

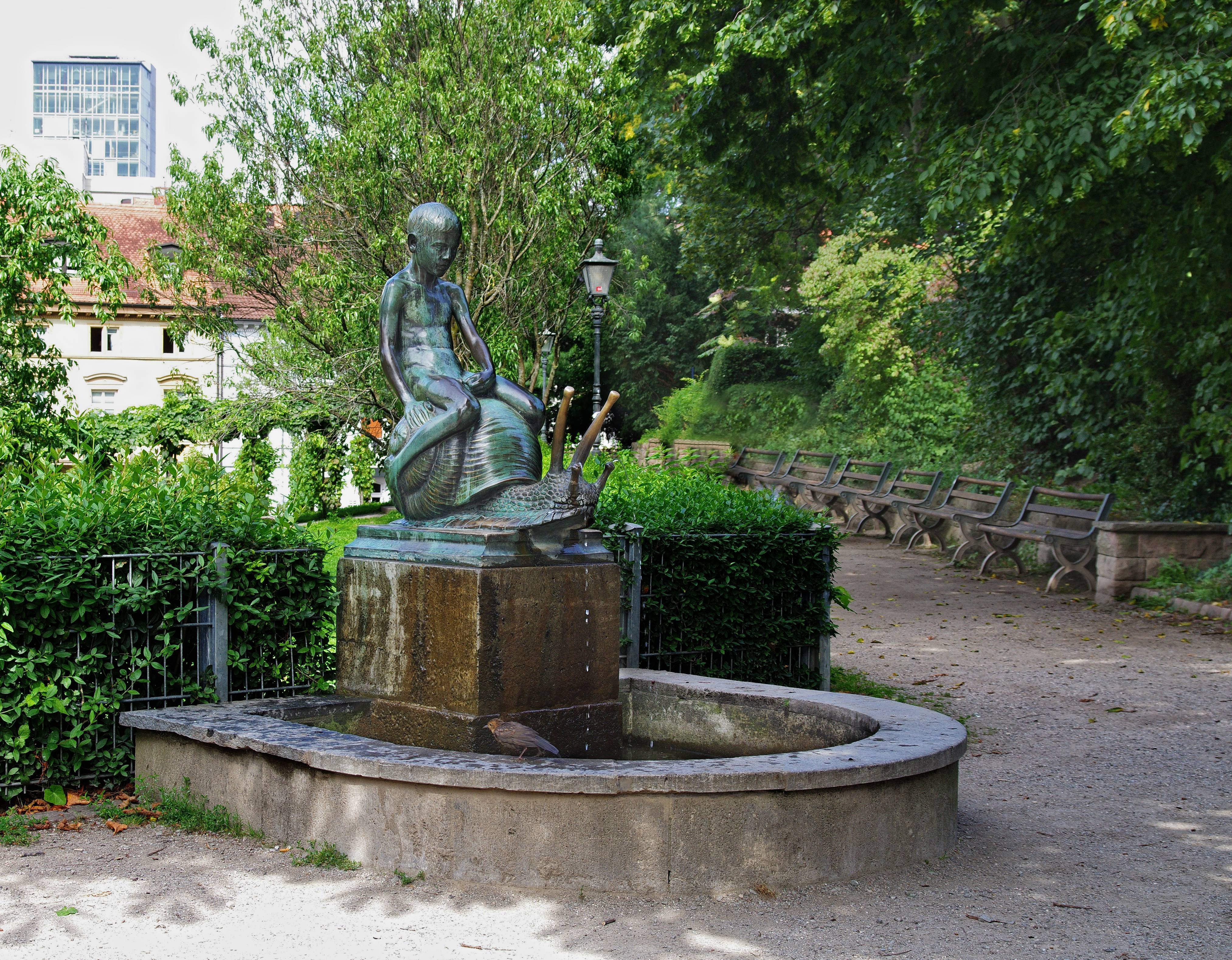
Фонтан Шнекенрейтера (Конрад Таухер, 1906)
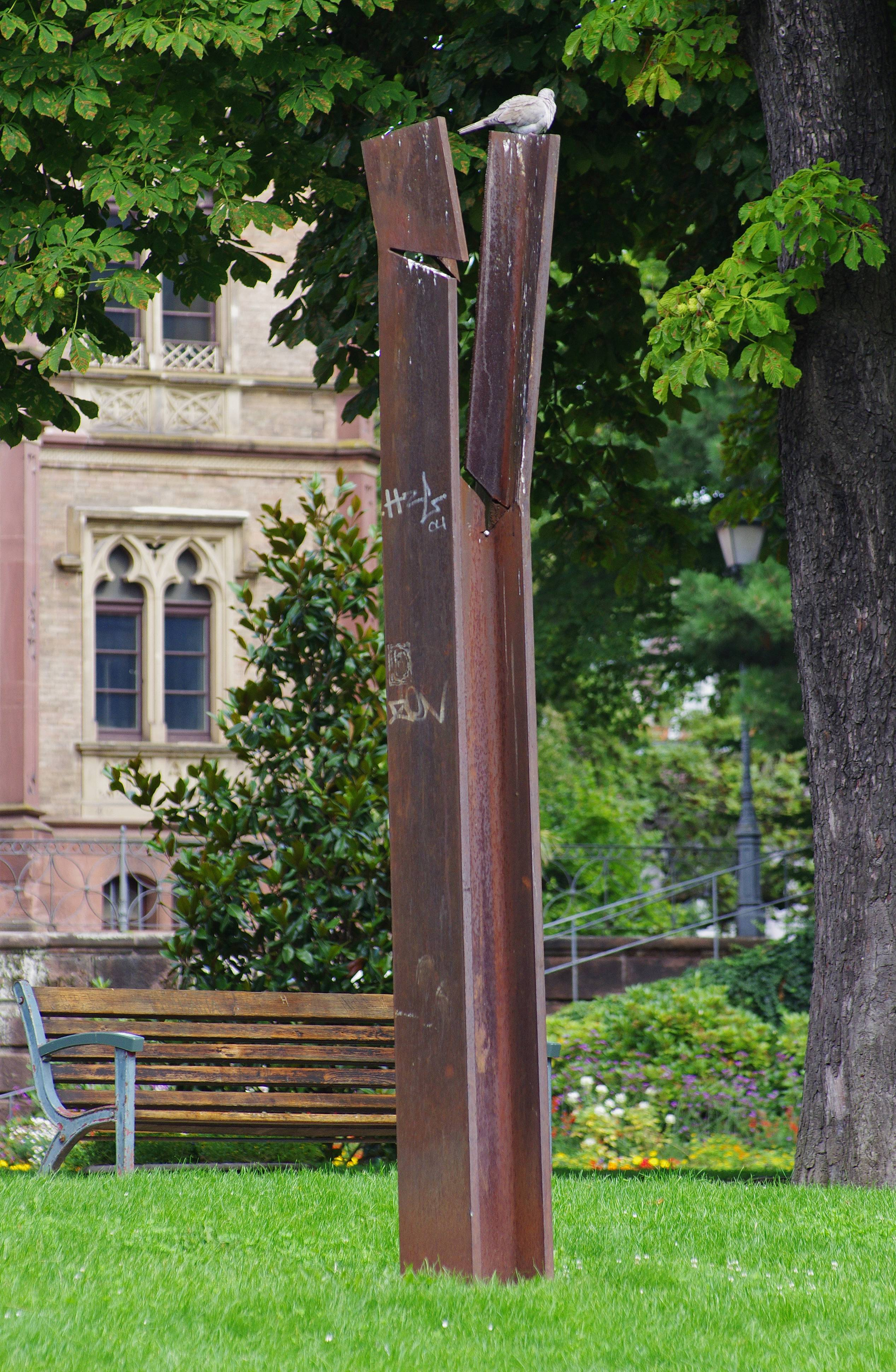
Сталева скульптура (Манфред Дернер, 1978)
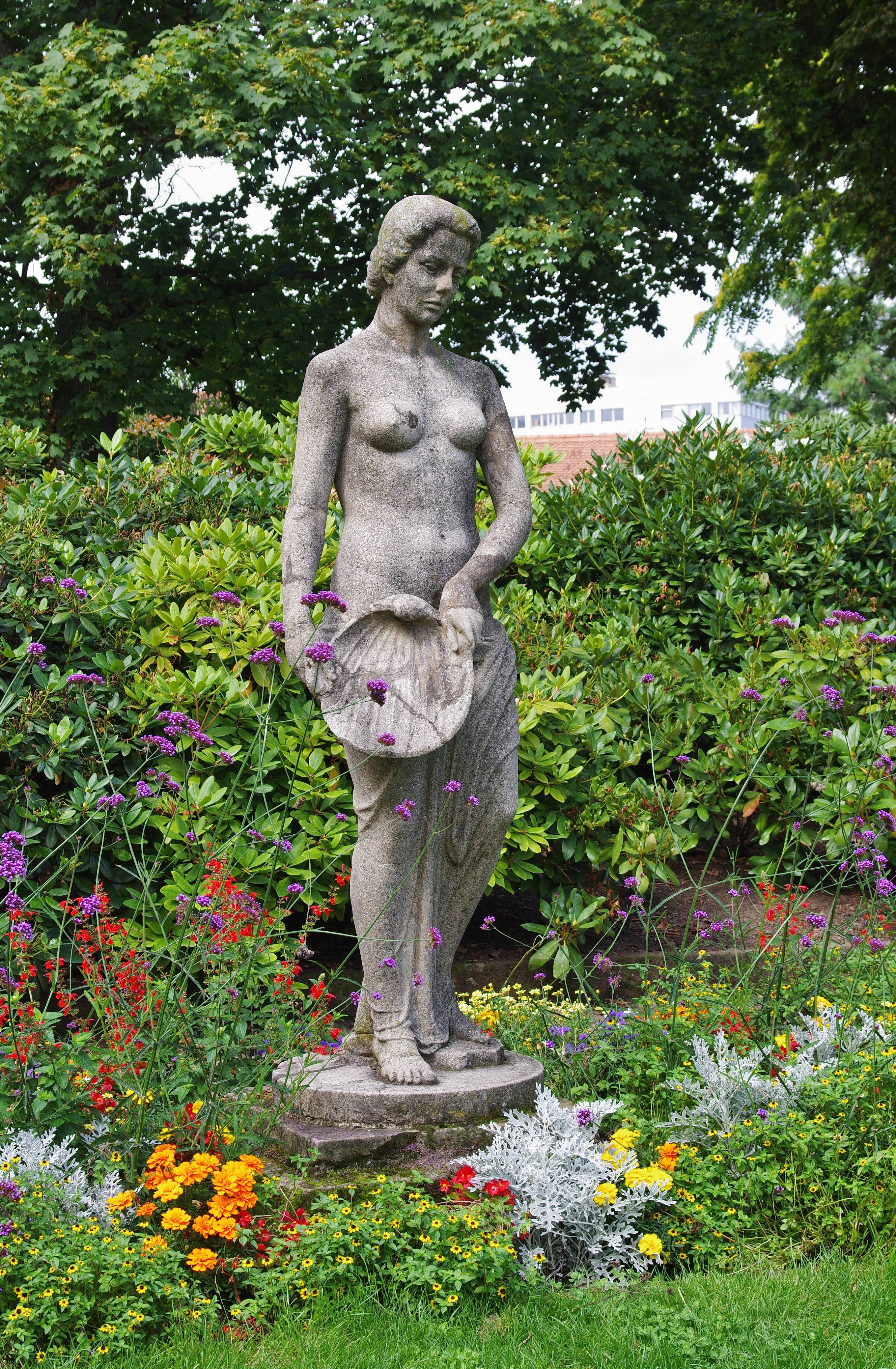
Статуя жінки

Парк використовувався гей-спільнотою як місце для відпочинку.
Не в останню чергу через близькість до центрального вокзалу він є гарячою точкою наркоторгівлі у Фрайбурзі.
Попри те, що мешканці зверталися до адміністративного суду Фрайбурга з позовом, на Розаштрассе відкрили місце для безпечного вживання наркотиків.
У 1998—2014 рр., з листопада по січень, над фонтаном перед палацом був оглядовий майданчик, де щовечора проходили театральні вистави з вар'єте.